# Kambriska bergen
Kambriska bergen (engelska: Cambrian Mountains, walesiska: Elenydd) är ett mjukt kuperat platåland i Wales i Storbritannien. Högsta punkten är Aran Fawddwy, 905 m ö.h. Storbritanniens längsta flod, Severn, har sin källa vid berget Plynlimon Fawr.

### Fotnoter
1. ↑  Cambrian Mountains hos Geonames.org (cc-by); post uppdaterad 2012-01-17; databasdump nerladdad 2016-05-06